# Krasnoarmejskij rajon (Territorio di Krasnodar)
Il Krasnoarmejskij rajon (in russo Красноармейский район?) è un rajon del Kraj di Krasnodar, nella Russia europea; il capoluogo è Poltavskaja.